# Delligsen
Delligsen är en kommun och ort i Landkreis Holzminden i förbundslandet Niedersachsen i Tyskland.